# Andromeda III
Andromeda III kurz auch And III ist eine spheroidale Zwerggalaxie (dSph) im Sternbild der Andromeda.
Die Galaxie ist etwa 2,44 Millionen Lichtjahre von unserem Sonnensystem entfernt.
Andromeda III ist Mitglied der Lokalen Gruppe und ist ein Satellit der Andromedagalaxie M31.
And III wurde von Sidney van den Bergh im Jahr 1970 entdeckt innerhalb einer Durchmusterung mit fotografischen Platten aufgenommen mit dem 1,2 m Oschin-Schmidt-Teleskop des Palomar-Observatoriums in den Jahren 1970 und 1971 zusammen mit Andromeda I, Andromeda II, und der wahrscheinlichen Hintergrundgalaxie Andromeda IV.

## Weiteres
- Liste der Satellitengalaxien von Andromeda
- Andromedagalaxie